# Francesco Attaguile
Francesco Attaguile (* 2. November 1945 in Grammichele, auch bekannt unter den Pseudonymen Bollinger, Perrier und M. Arriva) ist ein italienischer Politiker, Anwalt, Notar und ehemaliger Automobilrennfahrer.

## Politische Karriere
In den 1970er und 1980er Jahren war er Vorsitzender der zentralen Anlaufstelle des „Istituto per lo Sviluppo del Mezzogiorno“ (Institut für die Entwicklung Süditaliens), war außerdem Präsident des „Istituto Superiore per Imprenditori e Dirigenti di Azienda“ ISIDA (Höhere Lehranstalt für Unternehmer und Unternehmensleiter) und Regionalpräsident von Confcooperative, einem Verbund von Genossenschaften.
Er wurde 1970 in den Stadtrat von Catania gewählt und war von 1984 bis 1985 für die Democrazia Cristiana Bürgermeister von Catania.
Im Jahr 1985 erhielt er die meisten Stimmen im Stadtrat von Catania, wurde aber nicht als Bürgermeister bestätigt. Von 1988 bis 1990 war er stellvertretender Bürgermeister unter Bürgermeister Enzo Bianco und wurde zusammen mit ihm und vier weiteren Mitgliedern des Stadtrats wegen der Gründung des Gemeinschaftsunternehmens „Agenzia per lo Sviluppo Economico e Occupazionale“ ASEOC (Agentur für Wirtschafts- und Beschäftigungsentwicklung) angeklagt und 1991 freigesprochen.
Nachdem er Provinzrat geworden war, wurde er im Mai 1993 verhaftet, weil ihm vorgeworfen wurde, von dem Geschäftsmann und Schulkameraden Giuseppe Costanzo, einem Verwandten des Cavaliere del Lavoro Carmelo Costanzo, Wahlkampfspenden für den Bau von drei Grundschulen angenommen zu haben, die jedoch nie gebaut wurden. Auch in diesem Fall wurde er freigesprochen.
Nach seinem Ausscheiden aus der aktiven Politik wurde er als Externer zum Direktor der Vertretung der Region Sizilien in Brüssel und zum Koordinator der italienischen Regionen für europäische und internationale Angelegenheiten ernannt. Von 1996 bis 2012 war er Generaldirektor der Abteilung für Familien- und Sozialpolitik und der Abteilung für europäische und internationale Angelegenheiten der Region Sizilien während der Präsidentschaften von Angelo Capodicasa, Vincenzo Leanza, Salvatore Cuffaro und Raffaele Lombardo.
Er war Direktor und ist seit dem 12. Juli 2019 auch Präsident des ersten „Europäischen Verbunds für territoriale Zusammenarbeit“ EVTZ, eines europäischen Instituts für öffentliches Recht, das 2010 in Taormina durch die wichtigsten Mittelmeerinseln von den Balearen bis Zypern unter dem Namen „Archimed“ (Archipel der Mittelmeerinseln) gegründet wurde.
Bei der Europawahl 2014 war er für Scelta Europea Kandidat im Sizilien und Sardinien umfassenden Wahlkreis Italia insulare, konnte aber die Sperrklausel nicht überwinden.
Er war Spitzenkandidat für die Abgeordnetenkammer im Wahlkreis Ostsizilien bei den italienischen Parlamentswahlen 2018 für die Liste „+Europa con Emma Bonino-Centro Democratico“, die ebenfalls an der Sperrklausel scheiterte. Er ist für das Centro Democratico für den Süden Italiens zuständig und seit dem 15. Oktober 2015 politischer Koordinator der Partei von Bruno Tabacci in Sizilien.

## Karriere als Rennfahrer
Neben seiner politischen Arbeit war Attaguile auch als Automobilrennfahrer aktiv. Er begann 1974 mit dem Rennsport und trat unter Pseudonymen an, damit sein Vater nichts von seinen Rennaktivitäten erfuhr. Unter anderem nahm er von 1975 bis 1977 an den letzten drei Editionen der Targa Florio teil. 1982 trat er unter dem Pseudonym M. Arriva (deutsch: „Er kommt an“)  zum Gran Premio del Mediteranneo für das Team Minardi in der Formel-2-Europameisterschaft 1982 an. Er wurde beim Rennen nach 9 Runden disqualifiziert, weil er zu langsam fuhr. Genaue Rennzeiten sind nicht bekannt, aber in der Qualifikation (die er als Letzter abschloss) war seine schnellste Runde 9,44 Sekunden langsamer als die des Pole-Position-Gewinners Thierry Boutsen. Zum Vergleich: Der Vorletzte der Qualifikation, Jonathan Palmer, war lediglich 5,10 Sekunden langsamer als Boutsen.

## Privates
Attaguile ist der Neffe des ehemaligen Ministers Gioacchino Attaguile und Cousin des ehemaligen Mitglieds der Abgeordnetenkammer Angelo Attaguile.